# Subdifferential
Das Subdifferential ist eine Verallgemeinerung des Gradienten auf nicht differenzierbare konvexe Funktionen. Das Subdifferential spielt eine wichtige Rolle in der konvexen Analysis sowie der konvexen Optimierung.

## Definition
Sei {\displaystyle f\colon \mathbb {R} ^{n}\to \mathbb {R} } eine konvexe Funktion. Ein Vektor {\displaystyle g\in \mathbb {R} ^{n}} heißt Subgradient von {\displaystyle f} an der Stelle {\displaystyle x_{0}}, wenn für alle {\displaystyle x\in \mathbb {R} ^{n}} gilt
{\displaystyle f(x)\geq f(x_{0})+\langle g,x-x_{0}\rangle },
wobei {\displaystyle \langle \cdot ,\cdot \rangle } das Standardskalarprodukt bezeichnet.
Das Subdifferential {\displaystyle \partial f(x_{0})} ist die Menge aller Subgradienten von {\displaystyle f} im Punkt {\displaystyle x_{0}}.
Existieren die folgenden Grenzwerte
{\displaystyle a=\lim _{x\to x_{0}^{-}}{\frac {f(x)-f(x_{0})}{x-x_{0}}},}
{\displaystyle b=\lim _{x\to x_{0}^{+}}{\frac {f(x)-f(x_{0})}{x-x_{0}}},}
so wird das Intervall {\displaystyle [a,b]} aller Subgradienten das Subdifferential der Funktion  {\displaystyle f} bei {\displaystyle x_{0}} genannt und wird als {\displaystyle \partial f(x_{0}):=[a,b]} geschrieben.
Für eine konvexe Funktion gilt {\displaystyle a\leq b}, für eine nicht konvexe Funktion braucht dies nicht zu gelten und dann ist {\displaystyle \partial f(x_{0})=\emptyset }.

## Anschauung

Subgradienten einer konvexen Funktion

Intuitiv bedeutet diese Definition für {\displaystyle n=1}, dass der Graph der Funktion {\displaystyle f} überall über der Geraden
{\displaystyle G} liegt, die durch den Punkt {\displaystyle (x_{0},f(x_{0}))} geht und die Steigung {\displaystyle g} besitzt:
{\displaystyle G=\{(x,y)\in \mathbb {R} ^{2}\mid y=g\cdot (x-x_{0})+f(x_{0})\}}
Da die Normalengleichung von {\displaystyle G} gerade
{\displaystyle -g\cdot (x-x_{0})+1\cdot (y-f(x_{0}))=0}
ist, ist die Normale an {\displaystyle G} also {\displaystyle (-g,1)\in \mathbb {R} ^{2}}.
Im allgemeinen Fall {\displaystyle n\geq 1} liegt {\displaystyle f} über der Hyperebene, die durch den Fußpunkt {\displaystyle (x_{0},f(x_{0}))} und die Normale {\displaystyle (-g,1)\in \mathbb {R} ^{n+1}} gegeben ist.
Wegen des Trennungssatzes ist das Subdifferential einer stetigen konvexen Funktion überall nichtleer.

## Beispiel
Das Subdifferential der Funktion {\displaystyle f\colon \mathbb {R} \rightarrow \mathbb {R} }, {\displaystyle x\mapsto |x|} ist gegeben durch:
{\displaystyle \partial f(x_{0})={\begin{cases}\{-1\}&x_{0}<0\\\left[-1,1\right]&x_{0}=0\\\{1\}&x_{0}>0\end{cases}}}
Eine ähnliche Eigenschaft ist bei der Lasso-Regression für die Herleitung der Soft-Threshold-Funktion wichtig.

## Beschränktheit
Sei {\displaystyle f\colon \mathbb {R} ^{n}\rightarrow \mathbb {R} } stetig und sei {\displaystyle X\subset \mathbb {R} ^{n}} beschränkt. Dann ist
die Menge {\displaystyle \bigcup _{x_{0}\in X}\partial f(x_{0})} beschränkt.

### Beweis
Sei {\displaystyle f\colon \mathbb {R} ^{n}\rightarrow \mathbb {R} } stetig und sei {\displaystyle X\subset \mathbb {R} ^{n}} beschränkt. Setze
{\displaystyle \varepsilon :=\sup |f({\overline {U_{1}(X)}})|} wobei {\displaystyle {\overline {U_{1}(X)}}=\{x\in \mathbb {R} ^{n}\mid {\rm {dist}}(x,X)\leq 1\}}.
Angenommen, {\displaystyle \bigcup _{x_{0}\in X}\partial f(x_{0})} ist nicht beschränkt, dann gibt es für {\displaystyle R:=2\varepsilon }
ein {\displaystyle x_{0}\in X} und ein {\displaystyle g\in \partial f(x_{0})} mit {\displaystyle \|g\|_{2}>R=2\varepsilon }.
Sei {\displaystyle x:={\frac {1}{\|g\|_{2}}}g+x_{0}}. Somit sind {\displaystyle x_{0},x\in {\overline {U_{1}(X)}}}. Wir erhalten die Abschätzung
{\displaystyle g^{T}(x-x_{0})={\frac {1}{\|g\|_{2}}}g^{T}g=\|g\|_{2}>2\varepsilon \geq \left|f(x)-f(x_{0})\right|\geq f(x)-f(x_{0})}.
{\displaystyle g} ist also kein Subgradient. Das ist ein Widerspruch.

## Differenzierbarkeit
Ist die Funktion differenzierbar in {\displaystyle x_{0}\in \mathrm {int} \,\mathrm {dom} \,f}, so gilt:
{\displaystyle \partial f(x_{0})=\left\{\nabla f(x_{0})\right\}}
Siehe  für einen Beweis.
Zudem gilt: Ist das Subdifferential {\displaystyle \partial f(x_{0})} einelementig, so ist {\displaystyle f} an der Stelle {\displaystyle x_{0}} differenzierbar.